# Abdelnasser Benyoucef
Abdelnasser Benyoucef (en arabe : عبد الناصر بن يوسف), dit Abou Mouthana al-Djaziri, né en 1973 à Iferhounène en Algérie et mort le 30 mars 2016 en Syrie, est un djihadiste et terroriste algérien.

## Biographie
Abdelnasser Benyoucef naît en 1973 à Aït Enzar, dans la commune d'Iferhounène,. Il grandit au sein d'une famille aisée,. Il arrive en France à l'âge de 5 ans et s'établit chez son grand-père à Aulnay-sous-Bois. Élève médiocre, il interrompt sa scolarité à l'adolescence et exerce plusieurs petits boulots. Il s'implique également dans des associations caritatives et sportives. Vers l'âge de 17 ans, il verse dans le vol, le hold-up et le trafic de drogue,. Quelques années après, il adhère à l'idéologie djihadiste,.
En 2000, alors âgé de 23 ans, Abdelnasser Benyoucef se rend en Afghanistan, où il effectue un stage d'entraînement au côté de Zine Eddine Khalid, un de ses camarades de mosquée qui serait son mentor. En 2001, il passe plusieurs mois en Géorgie, dans la vallée du Pankissi, où il reçoit de nouveaux entraînements paramilitaires dans une base arrière d'al-Qaïda,. Il échoue cependant à se rendre en Tchétchénie en guerre, un hiver précoce ayant rendu les routes de montagne impraticables,.
Il retourne ensuite en France, mais les membres de son groupe son interpellés en décembre 2002. Abdelnasser Benyoucef échappe cependant au coup de filet. Il poursuit ses activités et recèle des objets volés afin de financer le « djihad ». Au printemps 2004, il mène avec Zine Eddine Khalid le faux braquage d'un convoyeur de fonds complice et dérobe un million d'euros à la Brink's,. Abdelnasser Benyoucef parvient à fuir en Algérie en mars 2004, alors que tous ses autres complices sont arrêtés,. En 2010, la cour d'assises spéciale de Paris le condamne par contumace à douze ans de prison,.
Abdelnasser Benyoucef cherche à remettre son butin au Groupe islamique combattant marocain afin de financer des actions terroristes. Cependant, il est arrêté par la police algérienne en octobre 2004,. Quarante mille euros sont saisis, mais le reste du butin n'a jamais été retrouvé. Abdelnasser Benyoucef passe ensuite deux années de prison en Algérie, puis sa trace se perd pendant une dizaine d'années,.
Abdelnasser Benyoucef réapparaît en Syrie en 2013, où il rallie les rangs de l'État islamique en Irak et au Levant (EIIL). Il est nommé « émir militaire » de la katibat al-Battar, basée à Deir ez-Zor, considérée comme une « unité d'élite » et constituée d'une centaine de Libyens et d'une vingtaine de francophones. Il a notamment sous ses ordres Abdelhamid Abaaoud (qui deviendra son adjoint chargé des francophones) et plusieurs membres des futurs commandos de Verviers et du 13 novembre. Fin 2014, c'est d'ailleurs lui qui suggère au "calife" Abou Bakr al-Baghdadi de créer au sein de l'amniyat (les services secrets de l'EI) une structure chargée d'organiser des attentats en Europe. Placée à la tête de cette dernière, Abdelnasser Benyoucef en est cependant démis au printemps 2015 après les échecs successifs des projets d'attentats de Verviers et de Villejuif, qu'il pilotait à distance. Selon Sonia Mejri, son épouse d'octobre 2014 à sa mort, il aurait cependant choisi de démissionner de lui-même : « il a quitté ses fonctions, car il en avait marre. Il s'occupait des attentats à l'étranger. [...] Il a voulu arrêter, il me disait que cela le fatiguait. ». Quoi qu'il en soit, Abou Mohammed al-Adnani décide de le remplacer par Oussama Atar.
Selon Sonia Mejri, Abdelnasser Benyoucef est décédé le 30 mars 2016 des suites d'une blessure à la jambe reçue en combattant l'armée syrienne,. Après sa mort, Sonia Mejri se remarie avec un autre djihadiste. Lorsqu'en mars 2019 ce dernier choisit de combattre jusqu'au bout à Baghouz, elle, décide de se rendre aux Forces démocratiques syriennes avec ses trois enfants, dont deux issus de son mariage avec Abdelnasser Benyoucef,. Tous sont internés dans le camp d'al-Hol, dont ils parviennent à s'enfuir en octobre 2019 en profitant de la confusion semée par l'invasion turque concomitante. Le mois suivant, ils parviennent à se rendre en Turquie via Idlib et, le 26 décembre 2019, ils se présentent au consulat français d'Istanbul. Sonia Mejri est incarcérée à son retour en France en janvier 2020 et révèle le 3 juillet 2020 l'implication d'Abdelnasser Benyoucef dans l'attentat de l'Hyper Casher : « Il m’a dit qu’il avait trouvé la personne qui avait commis l’attentat de l’Hyper Cacher et il en vantait les mérites et disait qu’il était sincère envers Dieu ».
Le 5 novembre 2020, il est reconnu coupable d'avoir commandité et piloté le projet d'attentat des églises de Villejuif après avoir été jugé par défaut à Paris devant la cour d'assises spéciale. Il écope de la réclusion criminelle à perpétuité assortie d'une période de sûreté de 22 ans avec mandat d'arrêt pour complicité de tentative d'assassinats en relation avec une entreprise terroriste. Il pourra être rejugé s'il n'est en réalité pas décédé.
Le 8 juillet 2025, la cour d'appel de Paris annonce que son épouse Sonia Mejri sera jugée pour génocide, pour avoir maintenu en esclavage une adolescente yézidie dans le cadre du génocide des Yézidis.